# Bob Marley & The Wailers
Bob Marley & the Wailers foi uma banda de reggae criada por Bob Marley em 1974 para acompanhá-lo em sua carreira solo após o fim do conjunto que ele tinha com Bunny Wailer e Peter Tosh, o The Wailers. A banda sempre centrou-se no núcleo formado por Bob Marley (guitarra e voz), Alvin Paterson (percussão) e os irmãos Aston Barrett (baixo) e Carlton Barrett (bateria); além de Tyrone Downie (teclados) que só não participou das gravações do álbum de estreia. Ainda, o grupo contou com a participação recorrente dos guitarristas Al Anderson e Junior Marvin; e, nos últimos anos de carreira, do tecladista Earl Lindo. Outro tecladista, Bernard Harvey, gravou apenas o primeiro álbum. Finalmente, a banda sempre teve, desde o início, em gravações e turnês, a companhia do trio vocal I Threes, formado pelas cantoras Rita Marley (esposa de Bob), Judy Mowatt e Marcia Griffiths.

## História

### 1974-1975: Formação
Marley formou a banda que o acompanharia a partir dos membros remanescentes dos finados Wailers, mas promoveu grandes mudanças. Os irmãos Carlton (bateria) e Aston Barrett (baixo) - músicos da banda de estúdio de Lee "Scratch" Perry, The Upsetters - que haviam se juntado ao grupo quatro anos antes, optaram por continuar a acompanhar Marley. Além deles, Marley promoveu Alvin "Seeco" Paterson a membro permanente da banda - percussionista. Seeco era a pessoa que havia levado os Wailers para a sua primeira audição com Coxsone Dodd e, no final dos anos 1960, havia tocado em gravações esporádicas, além de ter sido roadie do grupo nas duas turnês internacionais. Para os teclados, Bob recrutou Bernard "Touter" Harvey, já que o tecladista Earl Lindo havia aproveitado o fim da banda para entrar no grupo de Taj Mahal. Para a turnê, entretanto, Bob teria que trocar novamente de tecladista. Tyrone Downie, amigo de Harvey, entraria no início de 1975 e se tornaria o tecladista fixo da banda até a morte de Marley. Marley também recrutaria o guitarrista Al Anderson que ele conheceu nos estúdios da gravadora, em Londres. Entretanto, a mais importante modificação foi a adição de um coro de três vocalistas de apoio. Rita Marley, Judy Mowatt e Marcia Griffiths entraram com a missão de substituir as harmonizações vocais e os falsetes pelos quais os três Wailers eram conhecidos. Elas foram batizadas de I Threes.

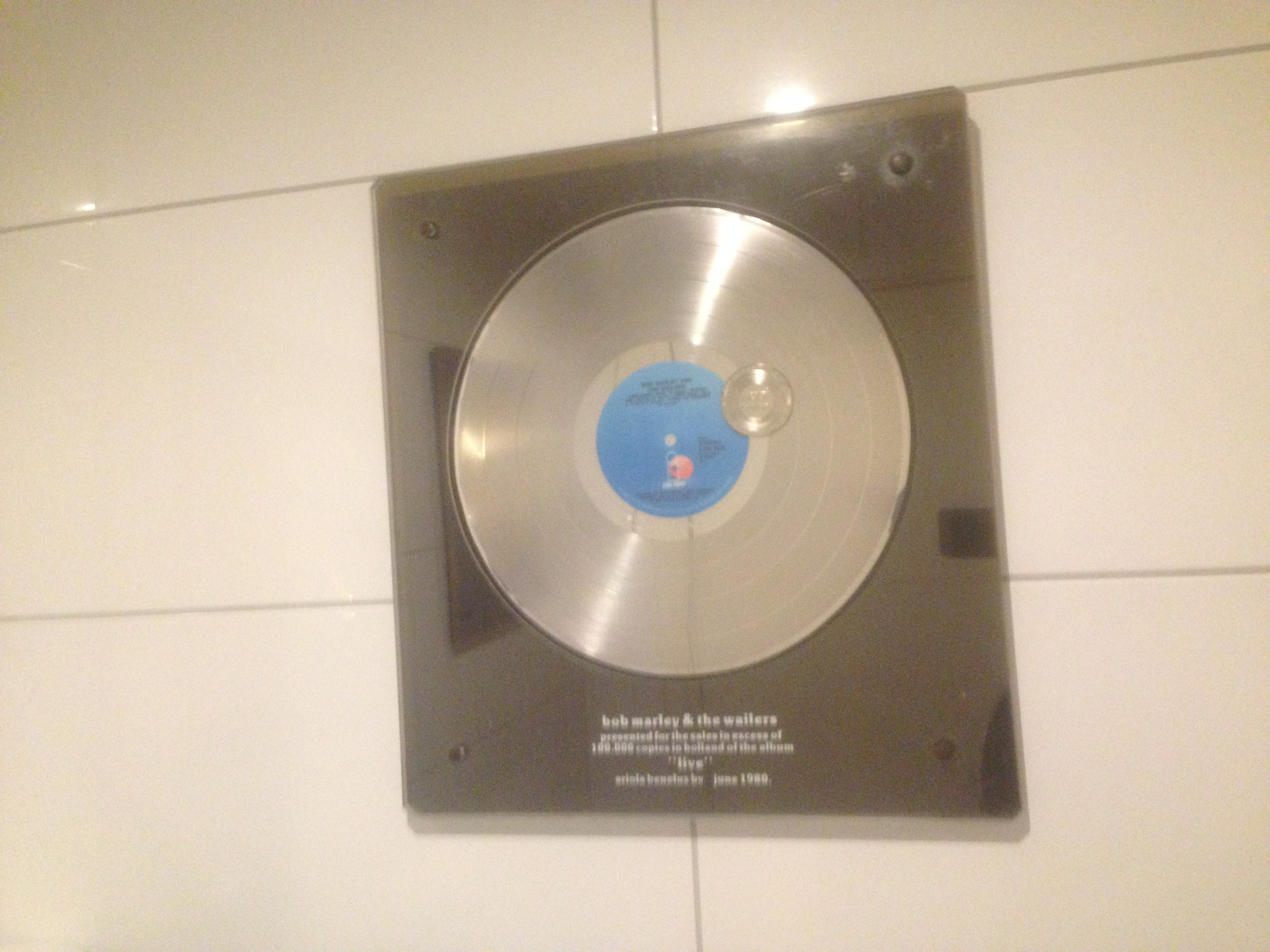
Disco comemorativo da certificação do álbum Live!

Natty Dread foi recebido na Jamaica como um álbum político e que colocava Bob como um ícone revolucionário, com a foto da contracapa apresentando ele de punho cerrado e erguido - como um guerrilheiro, além da inclusão de músicas militantes como "Revolution". A polícia respondeu ao tom do álbum dando diversas batidas nas casas de amigos de Marley. Tosh foi um dos que apanharam da polícia, o que levaria ele a escrever algumas canções que fariam muito sucesso no seu álbum de estreia. Assim, o disco foi lançado em 25 de outubro de 1974, trazendo um dos maiores sucessos da carreira de Marley, "No Woman, No Cry". Ele foi bem recebido e seguiu-se uma turnê internacional da qual foi produzido um álbum ao vivo, Live!, lançado em 5 de dezembro do ano seguinte. Inicialmente, este álbum foi lançado apenas na Europa, entretanto, o alto número de importações e a comercialização de versões bootleg acabou levando a gravadora a lançar o álbum também nos Estados Unidos. Com o lançamento, a música de Bob passou a ser bastante tocada em rádios de música progressiva naquele país.

### 1980: Fim da banda

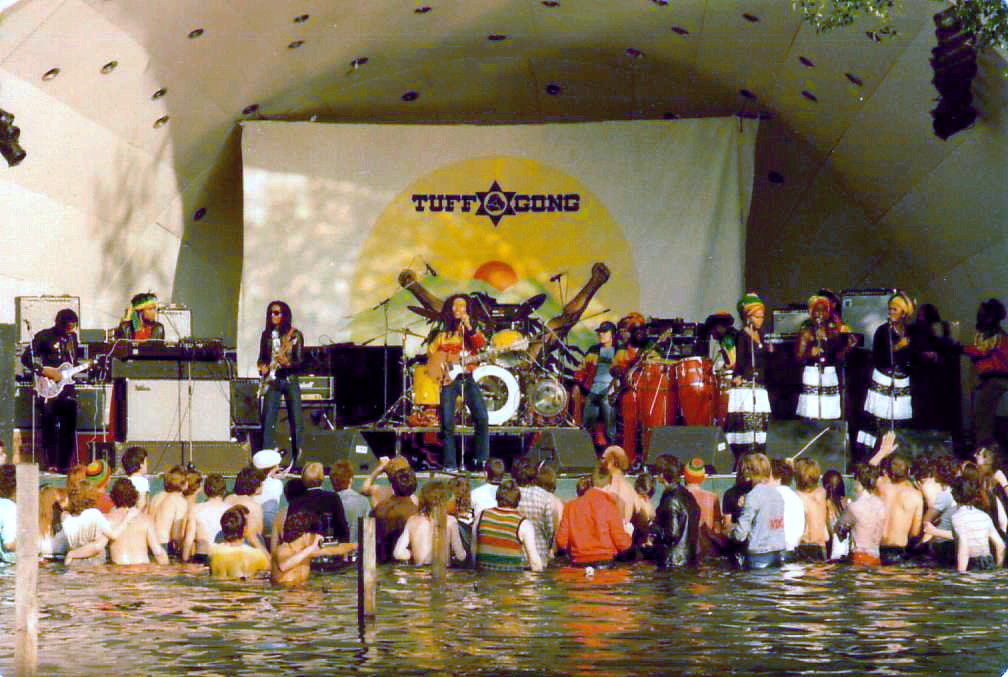
O grupo tocando ao vivo no Crystal Palace Park durante a Uprising Tour.

## Integrantes
- Bob Marley: guitarra rítmica, voz e vocais (1974–1981)
- Al Anderson: guitarra solo (1974–1976; 1979-1981)
- Junior Marvin: guitarra solo (1977-1981)
- Bernard Harvey: teclados (1974-1975)
- Tyrone Downie: teclados (1975-1981)
- Earl Lindo: teclados (1978-1981)
- Aston Barrett: baixo (1974–1981)
- Alvin Paterson: percussão (1974–1981)
- Carlton Barrett: bateria e percussão (1974–1981)

## Discografia

### Álbuns de estúdio
| Álbum              | Banda                    | Data de lançamento    | Gravadora        |
| ------------------ | ------------------------ | --------------------- | ---------------- |
| Natty Dread        | Bob Marley & The Wailers | 25 de outubro de 1974 | Island/Tuff Gong |
| Rastaman Vibration | Bob Marley & The Wailers | 30 de abril de 1976   | Island/Tuff Gong |
| Exodus             | Bob Marley & The Wailers | 3 de junho de 1977    | Island/Tuff Gong |
| Kaya               | Bob Marley & The Wailers | 23 de março de 1978   | Island/Tuff Gong |
| Survival           | Bob Marley & The Wailers | 2 de outubro de 1979  | Island/Tuff Gong |
| Uprising           | Bob Marley & The Wailers | 10 de junho de 1980   | Island/Tuff Gong |

### Álbuns ao vivo
| Álbum                              | Data                   | Gravadora        |
| ---------------------------------- | ---------------------- | ---------------- |
| Live!                              | 5 de dezembro de 1975  | Island/Tuff Gong |
| Babylon by Bus                     | 10 de novembro de 1978 | Island/Tuff Gong |
| Talkin' Blues (gravado em 1973)    | 4 de fevereiro de 1991 | Island/Tuff Gong |
| Live at the Roxy (gravado em 1976) | 24 de junho de 2003    | Island/Tuff Gong |